# Mega Man Zero (videojoc)
Mega Man Zero, conegut al Japó com Rockman Zero (ロックマン ゼロ), és un videojoc desenvolupat per Capcom per la consola portàtil Game Boy Advance (GBA). És el primer títol de la saga Mega Man Zero, el cinquè tipus de sèrie de la franquícia Mega Man de Capcom. És primer joc de plataformes de Mega Man en aparèixer per a GBA i fou llançat en Japó el 26 d'abril del 2002, en Nord-amèrica el 9 de novembre del 2002, i en Europa el 26 de novembre del 2002.